# Adolf Lorenz
Adolf Lorenz (Weidenau, 21 de Abril de 1854  - Altenberg, 12 de Fevereiro de 1946) foi um ortopedista austríaco.
Lorenz ensaiou um método incruento de redução da luxação congénita da anca. Foi o introdutor da ortopedia moderna.